# Siri Hustvedt
Siri Hustvedt (Northfield, Minnesota, 19 februari 1955) is een Amerikaanse schrijfster.

## Biografie
Hustvedt is een dochter van Lloyd Merlyn Hustvedt (1922-2004), een Amerikaanse hoogleraar in de Noorse en Amerikaanse geschiedenis en zelf van Noorse afkomst, en de in Noorwegen geboren Ester Vegan. Met haar drie jongere zusjes groeide Siri volledig tweetalig op. Al vanaf haar veertiende wilde ze schrijfster worden en schreef vanaf die tijd ook gedichten. Ze studeerde geschiedenis in Bergen, Noorwegen, en behaalde daar haar Bachelor-graad. Terug in de Verenigde Staten studeerde ze  Engelse taal- en Letterkunde en promoveerde aan de New Yorkse Columbia University.
In 1981 ontmoette ze de schrijver Paul Auster, een jaar later trouwden ze. Hustvedt was Austers tweede vrouw. In 1987 werd hun dochter Sophie geboren. Het echtpaar woonde tot de dood van Auster in 2024 in Brooklyn nabij Prospect Park.
Sinds 1981 schrijft ze gedichten, maar voornamelijk romans en essays. Haar werk is in vele talen vertaald. Sommige titels, zoals The Enchantment of Lily Dahl (1996), What I Loved (2003) en The Sorrows of an American (2008) werden wereldwijde bestsellers. Bijzonder is haar non-fictieboek The Shaking Woman or A History of my Nerves (2009), waarin ze een speurtocht onderneemt in de (historische) psychologische en neurologische vakliteratuur, op zoek naar een verklaring voor de hevige en oncontroleerbare bevingen van haar lichaam op het moment dat ze een toespraak hield.
Hustvedt heeft verscheidene literaire prijzen gewonnen.